# 罗源巽峰塔
罗源巽峰塔，是位于福建省福州市罗源县凤山镇南门社区小莲花山顶的一个明代古建筑，1980年被列入首批罗源县文物保护单位。
罗源巽峰塔始建于明朝万历三十三年（1605年），清朝康熙八年（1669年）重建，花岗石结构，八角楼阁式，俯瞰罗源湾，共7层，高19.34米，底层开一面朝西北的门，旁立两尊塔神石像，层内佛龛中有青石罗汉雕塑。曾因历经风雨而显得残破不堪，1987年重砌。